# ウェルドック

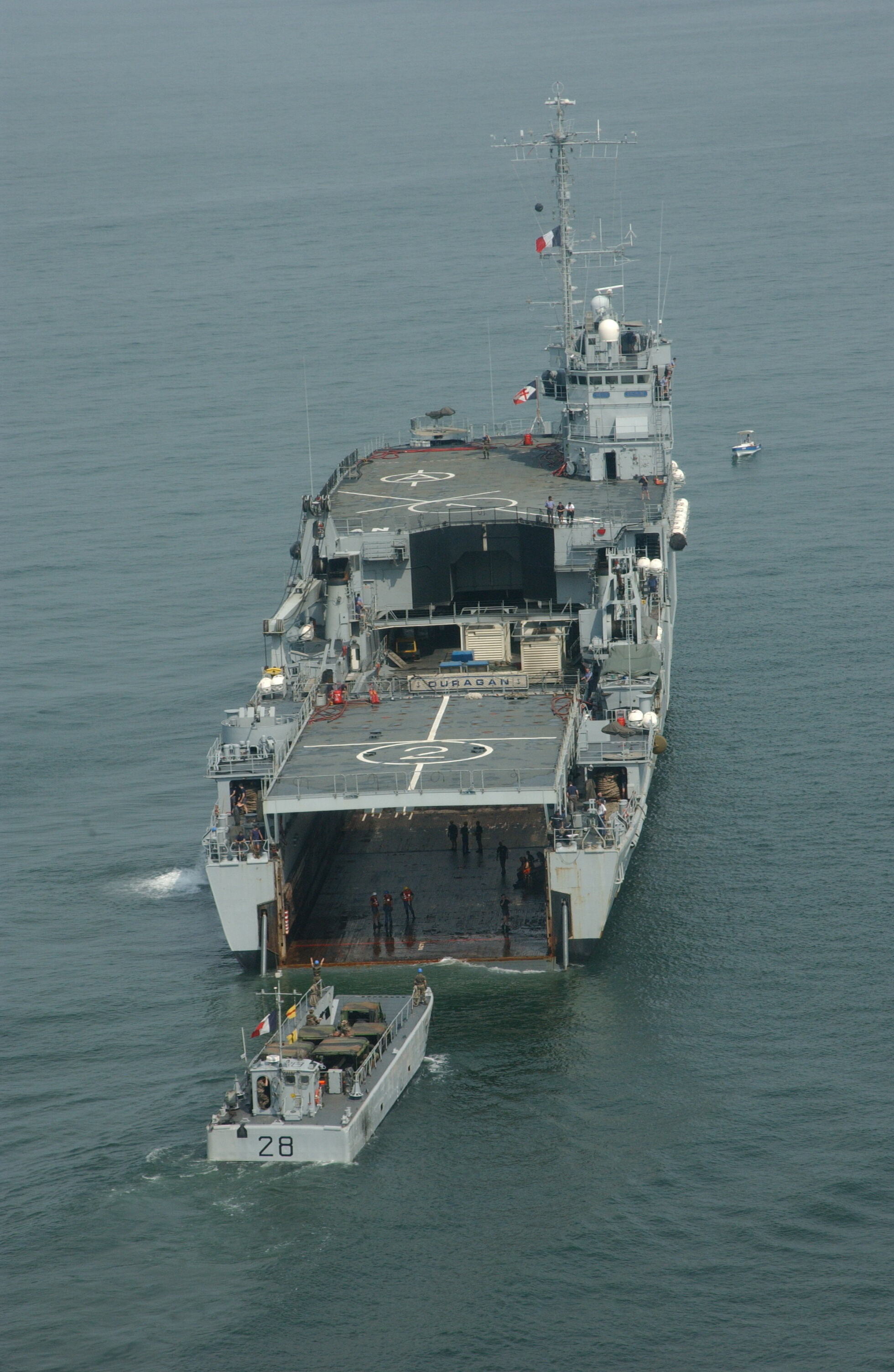
フランス海軍の揚陸艦「ウラガン」のウェルドックに収容される上陸用舟艇

ウェルドック（英語: well dock; well deckとも) は、船（一般的には軍艦、特に揚陸艦）の内部に設けられた乾ドック。上陸用舟艇を収容する格納庫に注水・排水の機能を付与することで、極めて効率的で迅速な出撃が可能となる。

## 揚陸艦・輸送艦への設置
従来、上陸用舟艇は通常の装載艇と同様にダビットに搭載されるほか、他の貨物と同様に上甲板に搭載して、デリックやクレーンといった揚貨装置によって揚降することも行われてきた。これに対し、大日本帝国陸軍では艦内にも舟艇の格納庫を設けた陸軍特殊船を建造したが、この際には甲板に敷設したレールによって舟艇を移動させ、船尾に設けられた扉を開いて進水（泛水）させる方式が採用された。そしてこれを更に発展させた形式といえるドック型揚陸艦において採用されたのがウェルドックであり、揚陸艦が水陸両用作戦を行なう際には、揚陸艦とウェルドック内の上陸用舟艇の間で物資や人員を移乗させ、ドックに漲水して揚陸艦の船尾を下げ、艦外に上陸用舟艇を進水させることができる。
在来型舟艇の発進のためにはドック内の水深は最低2メートル程度は必要となる。この水深を確保するため、ウェルドックを有する揚陸艦では、注排水が可能なバラストタンクを艦尾に確保していることがほとんどであり、ドックを使用する場合はまずバラストタンクに注水して艦尾を沈下させたうえで、ドックに注水することになる。船体を沈める必要から、戦車揚陸艦よりも更に大容量のバラストタンクやポンプが必要となり、バラスト水は旧式のLPDでも6,000トンに達する。一方、運用する舟艇をLCACに限る場合はドックの底面を海面と同じ高さにするだけでよく、漲水の必要がないためにバラストタンクやポンプの能力が低くてよいほか、ドック内の自由水が艦の安定性に悪影響を及ぼすこともないという利点がある。また在来型舟艇を運用する艦でも、イタリア海軍のサン・ジョルジョ級では、ドックの床面を喫水線よりも低くすることで、艦の喫水を調整せずともドックへの注排水だけで舟艇が運用できるようになっている。
上記の通り、ドック内に注水することで自由水が生じ、艦の安定性に悪影響を及ぼす場合がある。この問題に対し、アメリカ海軍初のドック型揚陸艦（LSD）であるアシュランド級では、ドックの中ほどに中間ゲートを設けて自由水の影響抑制を図った。また同海軍初のLHAであるタラワ級ではドックの前半分に仕切りを入れて左右に分割している。ここには貨物移送用のベルトコンベアも設置されてドライカーゴの荷役自動化も図られたが、後に従来の舟艇よりも幅広なLCACが登場すると、仕切り板がある部分にLCACが進入できず、搭載数の制約につながった。
ドックの寸法そのものも、運用する舟艇と密接に関連する。特にLCACは、ドックへの注排水能力は低くてよい一方、寸法という点では多くを要求する。例えばLCAC-1級4隻を搭載するホイッドビー・アイランド級（全長185.8メートル）では長さ134.1メートル×幅15.2メートルを確保するのに対し、比較的小型の機動揚陸艇 (LCM62-class) 2隻のみを搭載するサン・ジョルジョ級（全長133.3メートル）では長さ20.5メートル×幅7メートルに留まる。
ドック後端の開口部には、使用しないときに閉鎖するための扉（スターン・ゲート）が設けられる。これにはスライド式や下方展開式、上下展開式などの方式がある。なおLCACは保針性が悪いため、これを搭載する場合は、ドックへの進入を容易にするため艦尾に専用の灯火を装備するなどの工夫がなされる。

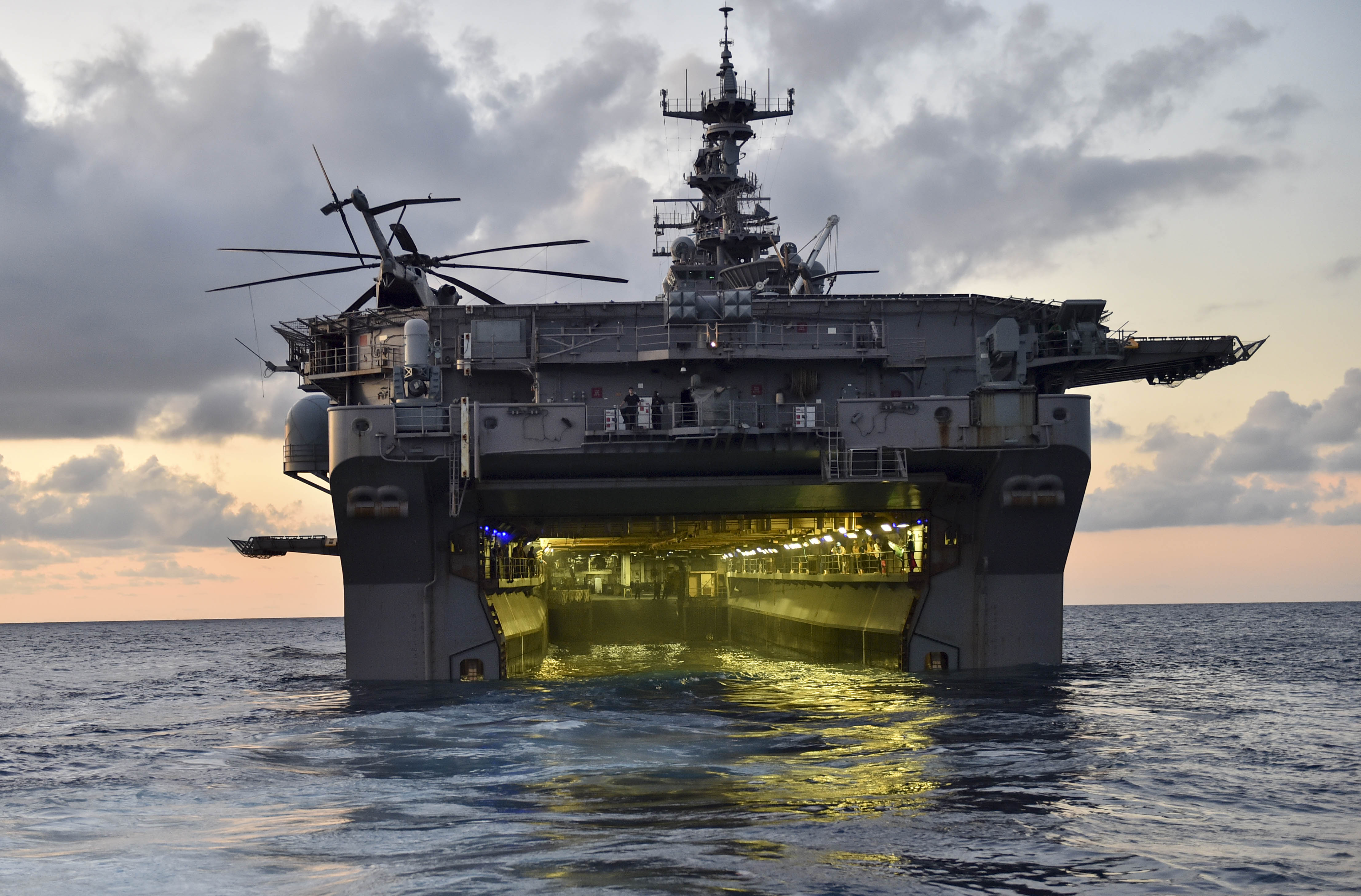
「イオー・ジマ」のドック
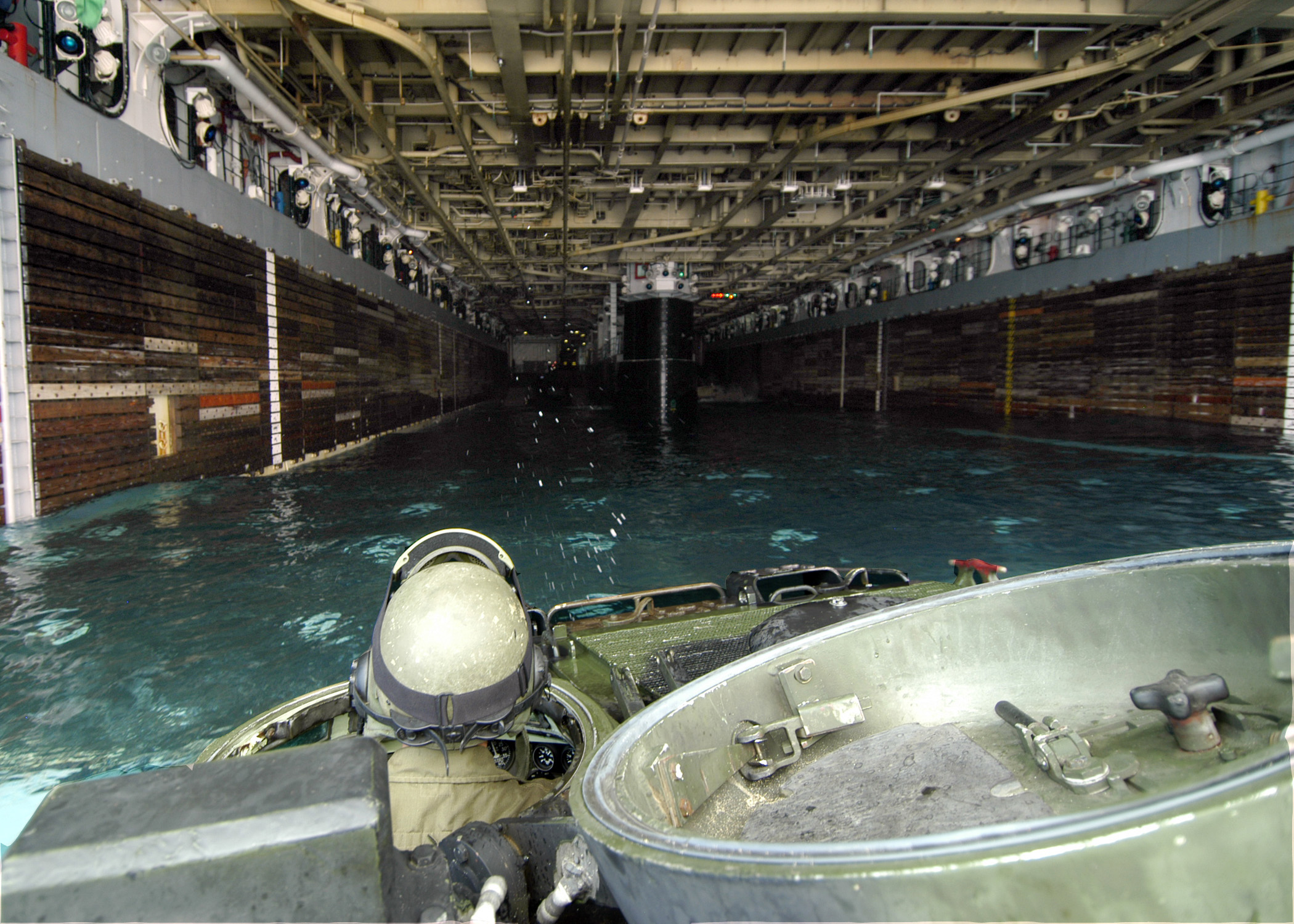
「ペリリュー」のドック内に進入したAAV。奥に仕切り板が見えている。
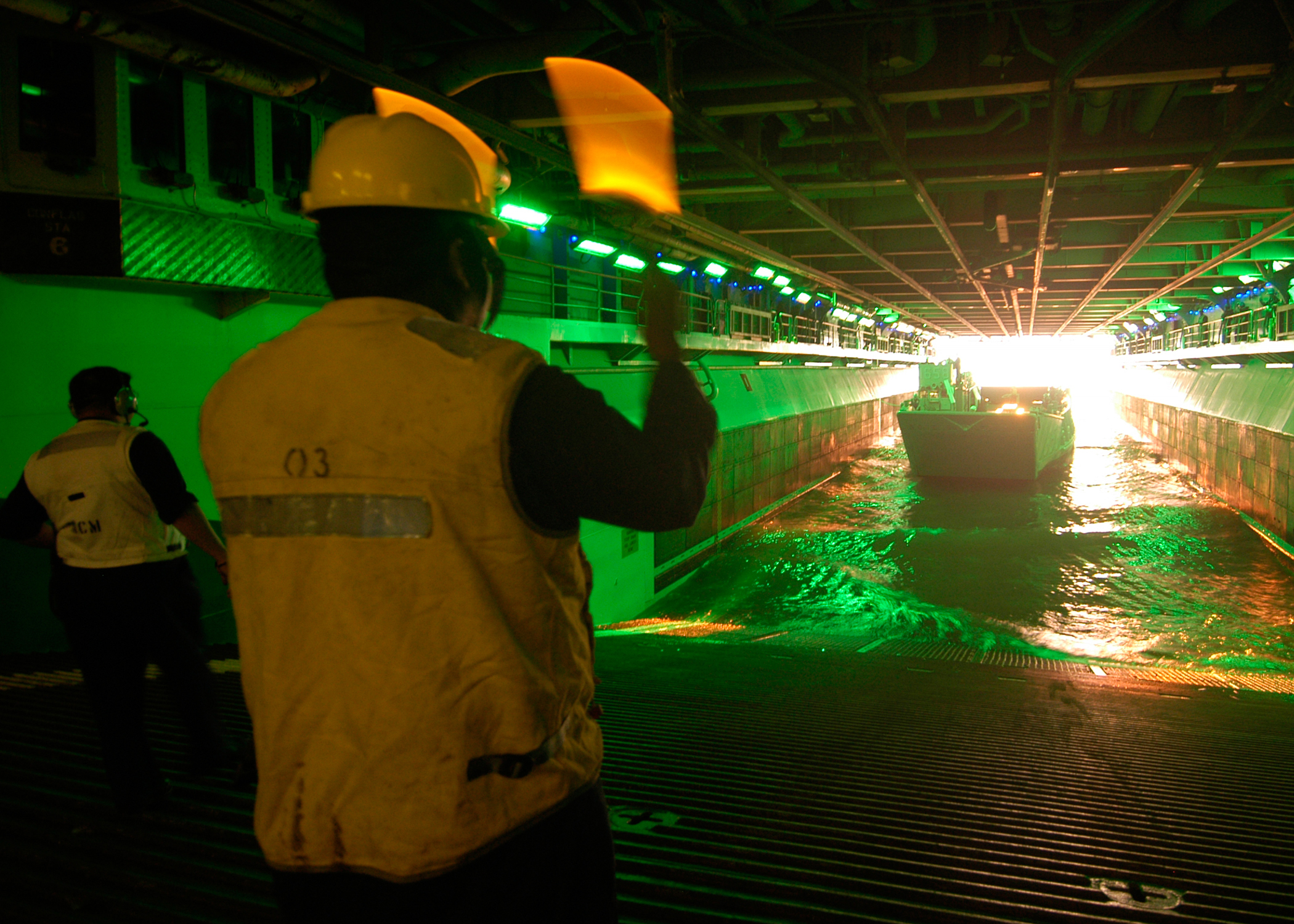
「ワスプ」のドック内に進入する上陸用舟艇。
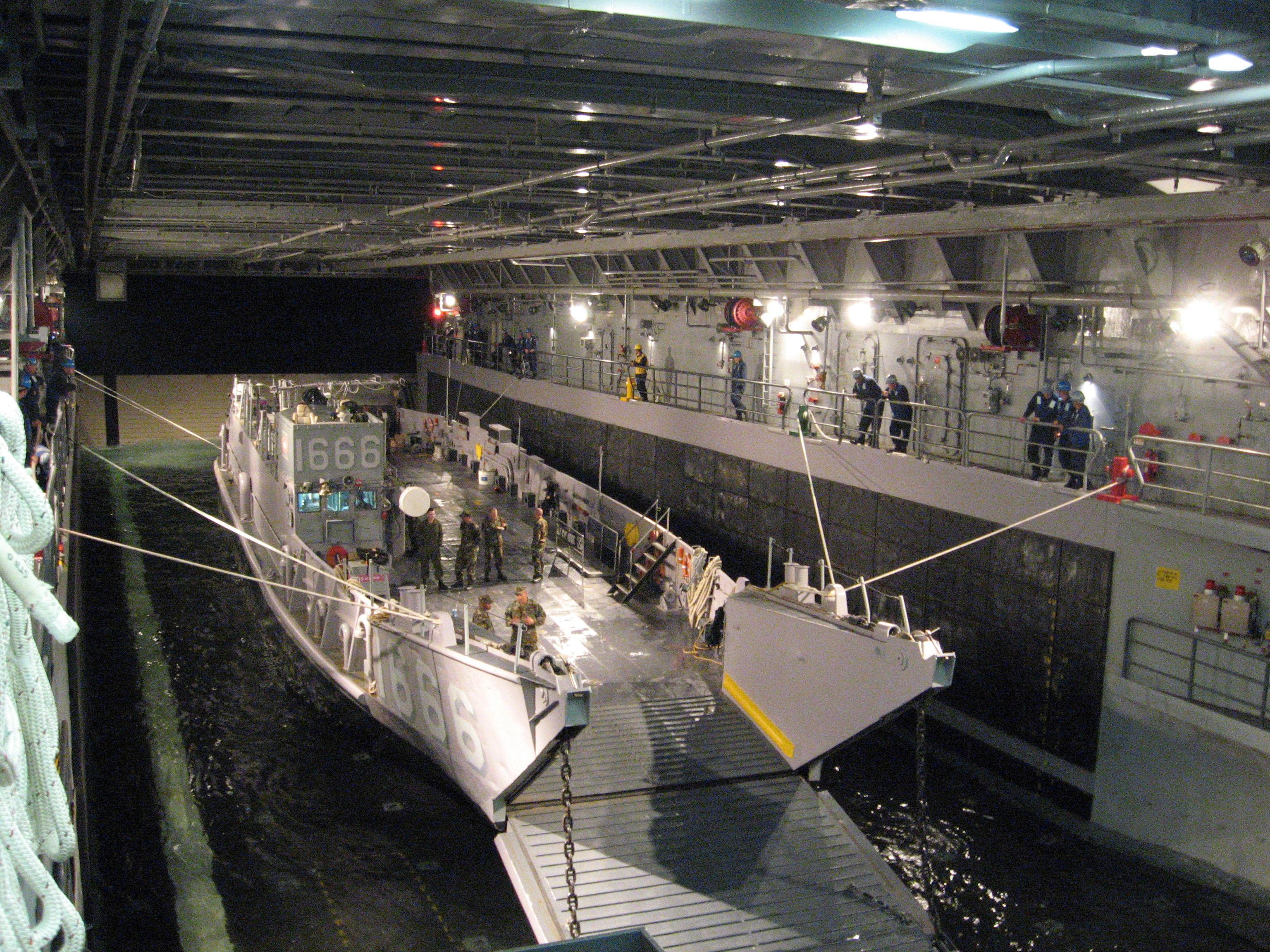
「ニューオーリンズ」のドック内で繋留された上陸用舟艇。

## 哨戒艦・巡視船への設置

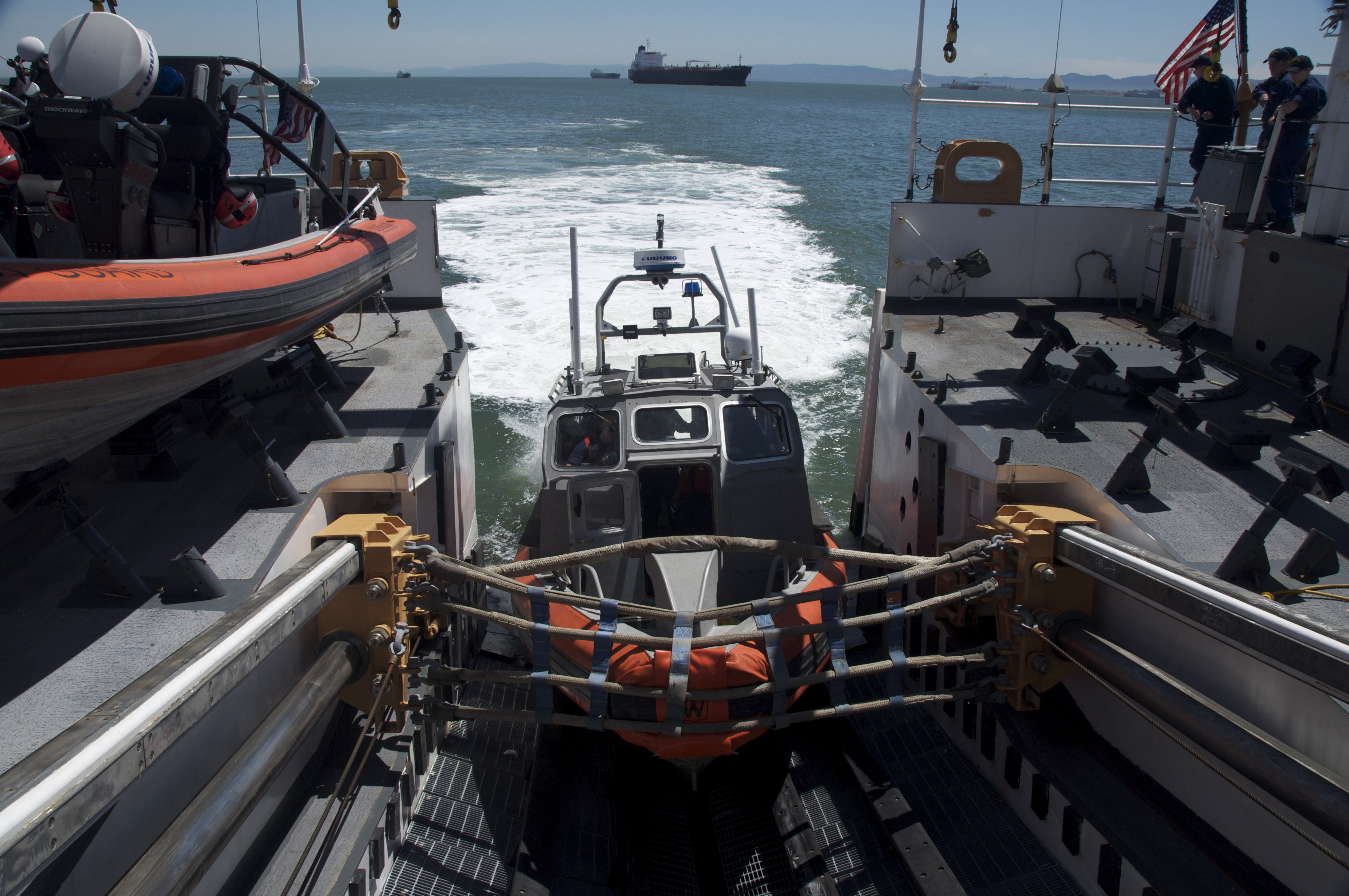
「バーソルフ」のスリップ・ウェイに収容された複合型高速艇。

短時間で搭載艇の降下・揚収を行うため、哨戒艦艇や巡視船の船尾にドックやランプを設けている場合もある。このような船尾降下揚収システムは、低速航行時や停船時には比較的短時間で搭載艇を降下・揚収することができる。一方で、母船が高速航行中であったり、あるいは低速時であっても波浪中では降下・揚収が困難になるという制約がある。